# Saint-Mitre-les-Remparts
Saint-Mitre-les-Remparts település Franciaországban, Bouches-du-Rhône megyében. Lakosainak száma 5996 fő (2022. január 1.). Saint-Mitre-les-Remparts Fos-sur-Mer, Istres, Martigues, Port-de-Bouc és Berre-l'Étang községekkel határos.

## Népesség
A település népessége az elmúlt években az alábbi módon változott:
| Lakosok száma | 1411 | 4297 | 5139 | 5362 | 5870 | 5912 | 5837 | 5820 | 5818 | 5996 |
|               | 1968 | 1982 | 1990 | 2006 | 2013 | 2015 | 2017 | 2019 | 2020 | 2022 |